# Jumiž
Lo Jumiž (in russo  Юмиж?) è un fiume della Russia europea, affluente di sinistra della Dvina settentrionale. Scorre nell'Oblast' di Arcangelo, nei rajon Ust'janskij, Šenkurskij e Verchnetoemskij.

## Descrizione
La sorgente del fiume si trova nella parte settentrionale del distretto Ust'janskij e scorre verso nord. Nella parte superiore, la larghezza del canale varia dai 5 ai 15 m. Ci sono molte rapide sul fiume, la corrente è veloce, le sponde sono alte. Tutto il corso superiore e medio dello Jumiž non è abitato. Nel corso inferiore (dopo la confluenza del Vajmiž), il fiume si espande in modo significativo e compaiono alcuni villaggi. Sfocia in un canale laterale della Dvina settentrionale, vicino al villaggio di Vla'evskaja. Ha una lunghezza di 180 km, il suo bacino è di 1 825 km².